# Cotigaonopsis providenceae
Cotigaonopsis providenceae (лат.) — вид богомолов из семейства Deroplatyidae. Известен из Южной Азии (Индия, Cotigao forest, штат Гоа). Род Cotigaonopsis Vyjayandi, 2009 был впервые выделен в 2009 году индийским энтомологом Manikkoth Chandroth Vyjayandi (Providence Women’s College, Калькутта) на основе типового вида Cotigaonopsis providenceae Vyjayandi, 2009, описанного им же в 2009 году.
Тело стройное, голова шире своей высоты, с яркими глазами, лобный склерит поперечный с дугообразным верхним краем. Пронотум длинный, боковые края с бугорками, метазона призматическая, вентро-латерально присутствуют две продольные бороздки, орнаментированные мелкими бугорками. Передние бёдра с 4 наружными, 4 дисковидными и 14 внутренними шипами. Передние голени с 8 наружными и 12 внутренними шипами. Передние и задние крылья непрозрачные, сильно редуцированные у самцов, переднее крыло варьирует между 6—7 мм, анальная мембрана чёрная с небольшой радужной оболочкой. Длина самца 64 мм (самки неизвестны). От близких групп род отличается следующими признаками: передние крылья самцов короткие (17—31 мм; у близкого рода Agrionopsis они крупнее 34—35 мм); передняя голень менее редуцирована, когтевая борозда приблизительно на середине переднего бедра; вершина головы дугообразно изогнута, супраанальная пластинка треугольная, заостренная, церки выступают за вершину брюшка; внутренние апикальные доли передних тазиков не прилегают друг к другу, расходятся; первый дисковидный шип переднего бедра короче второго. Название вида C. providenceae связано с названием учреждения (колледж Провиденс) в котором проводилась исследовательская работа. Название рода Cotigaonopsis приведено в связи с местом сбора (Cotigao forest).